# Mohamed Zahab Khalil
Mohamed Ehab Mohamed Zahab Khalil (in arabo محمد إيهاب محمد دهب خليل‎?; 6 giugno 1998) è un lottatore egiziano, specializzato nella lotta greco-romana, vincitore del torneo dei -72 kg ai campionati africani di El Jadida 2022.

## Palmarès
| Anno | Manifestazione             | Sede          | Evento | Risultato | Note |
| ---- | -------------------------- | ------------- | ------ | --------- | ---- |
| 2018 | Campionati africani junior | Port Harcourt | 77 kg  | Oro       |      |
| 2018 | Campionati africani        | Port Harcourt | 77 kg  | Bronzo    |      |
| 2019 | Campionati africani        | Hammamet      | 77 kg  | Argento   |      |
| 2019 | Giochi panafricani         | El Jadida     | 77 kg  | Argento   |      |
| 2019 | Mondiali U23               | Budapest      | 77 kg  | 9º        |      |
| 2022 | Campionati africani        | El Jadida     | 72 kg  | Oro       |      |